# HIP 99770 b
HIP 99770 b は、地球からはくちょう座の方向に約130光年離れた5等級の恒星 はくちょう座29番星 (HIP 99770) の周囲を公転している太陽系外惑星である。2022年に発見論文がarXivに投稿され、2023年4月に科学雑誌サイエンスに正式に掲載された。

## 発見

質量が小さな伴天体が主天体の周りを公転しているときの主天体の動きを誇張して描いたアニメーション。アストロメトリでは、こうした恒星のわずかな動きを観測する。

HIP 99770 b は、ハワイ島のマウナ・ケア山にあるすばる望遠鏡の超補償光学観測装置である「SCExAO」とスペクトル観測装置「CHARIS」を用いた直接撮像による観測から発見された。直接撮像から発見された太陽系外惑星は2023年時点でも非常に少なく、これはたとえより高精度に惑星を直接撮像できるほど観測技術が向上したとしても、そもそもその有望な観測対象となる恒星を探す手法が無く、多数の恒星をしらみつぶしに観測していくということから効率が悪かったためである。
しかし、HIP 99770 b の発見においては1993年まで観測を行ったヒッパルコス衛星と2014年から観測を開始したガイア衛星によるアストロメトリのデータが用いられた。アストロメトリ（位置天文学）では、周囲の惑星の重力によって生じる恒星の位置のふらつきから惑星の存在を間接的に確認する。このような、惑星が存在するという間接的な証拠をアストロメトリにおける観測から先に調べ、その結果として周囲に惑星が存在する可能性が見込まれる恒星のみの直接撮像を行うことができるようになった。HIP 99770 b は、このような直接撮像とアストロメトリの併用による観測で発見された初めての太陽系外惑星となった。

## 特徴

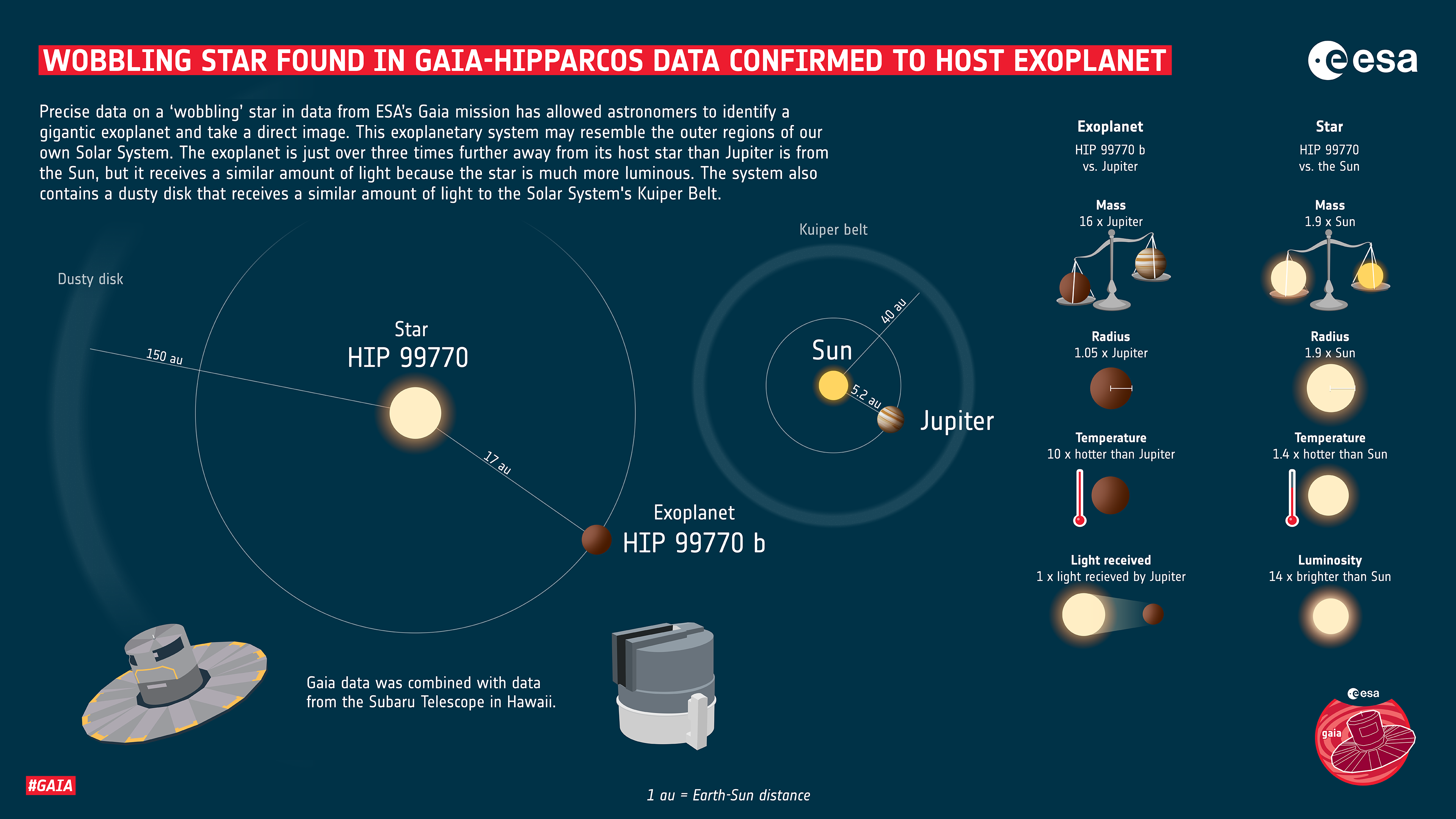
太陽とHIP 99770、および木星とHIP 99770 bの比較

HIP 99770 b は動的質量が木星の16.1倍と推定されている非常に大質量の巨大ガス惑星とされており、直接撮像された画像においては主星からは 16.9 au（約25億 km）離れており、これは太陽系における土星軌道と天王星の間に相当する。やや潰れた楕円軌道を50年余りの公転周期で公転しているとされている。スペクトル観測からはスペクトル分類におけるL7型からL9.5型の特徴がみられている。
基本的に直接撮像で発見された太陽系外惑星は、観測された惑星の明るさを理論モデルと比較してその質量を推定するため、その値には非常に大きな不確実性が含まれることが多かったが、HIP 99770 b は元よりアストロメトリによる主星の位置の観測から力学的な観測結果も併用することができるので、質量の不確実性が比較的小さくなっている。このため、推定される質量の中央値が最も小さくなる対数正規分布に基づいた予測モデルでもその値は木星の13.9倍となっており、これを含めた全てのモデルから予測される HIP 99770 b の質量の中央値は木星のおよそ 15 ± 1 倍の範囲に落ちついている。国際天文学連合 (IAU) による定義では質量が木星の13倍を超える天体は褐色矮星と見做されているが、HIP 99770 b の場合は主星の質量が太陽の約1.8倍と少し大きいため、それに応じて質量の大きな惑星は周囲で形成されうるとされている。発見論文では、HIP 99700 bの主星からの日射量、大質量の惑星を持つ他の惑星系と近い値になっている主星との質量比、軌道の離心率の低さなどの観点から、HIP 99770 b は褐色矮星ではなく主星の周囲で形成された惑星であると結論付けている。
主星の HIP 99770 は、測光観測を含まないガイア衛星によるアストロメトリ観測のみに基づく運動学的解析では、99.7%の観測でアルゴ座アソシエーション (Argus association) のメンバーに属するとされており、これに基づくと HIP 99770 は形成から4000万年が経過していることになる。しかし、HIP 99700 b の明るさのモデルと HIP 99770 の表面の脈動の分析に基づくとそれよりも古い、1億1500万年前から4億1400万年前に形成されたという結果が算出されている。仮に後者が正しい場合、HIP 99770 はアルゴ座アソシエーションに属する恒星と似た挙動を示す無関係の恒星であるということになる。